# Johan Wasserman
Pour les articles homonymes, voir Wasserman.
Pas d'image ? Cliquez ici

a Compétitions nationales et continentales officielles uniquement.

Dernière mise à jour le 10 avril 2025.
Johan Georg Wasserman, né le 29 juillet 1977 à Ermelo en Afrique du Sud, est un joueur sud-africain de rugby à XV évoluant au poste de troisième ligne aile.

## Carrière
- 1997 : Pumas –21 ans
- 1998 : Blue Bulls –21 ans
- 1999-2000 : SWD Eagles (Currie Cup)
- 2001-2007 : Blue Bulls (Currie Cup)
- 2000 : Stormers (Super 12)
- 2001, 2002, 2006 : Bulls (Super 12)
- 2007-2011 : Montpellier HR  France
- 2011-2015 : USON Nevers Rugby  France

## En équipe nationale
- 4 sélections pour Afrique du Sud A en 2000

## Palmarès
- Vice-champion de France en 2011 avec le Montpellier Hérault rugby.